# Seán Kelly (homme politique)
Pour les articles homonymes, voir Sean Kelly (homonymie) et Kelly.
Seán Kelly, né le 26 avril 1952 à Killarney, est un homme politique irlandais, membre du Fine Gael.

## Biographie
Il est élu député européen lors des élections de 2009 dans la circonscription du Sud. Il est membre de la commission du développement régional. Il est réélu le 23 mai 2014, puis le 24 mai 2019 et le 7 juin 2024. Au Parlement européen, il siège au sein du groupe du Parti populaire européen.

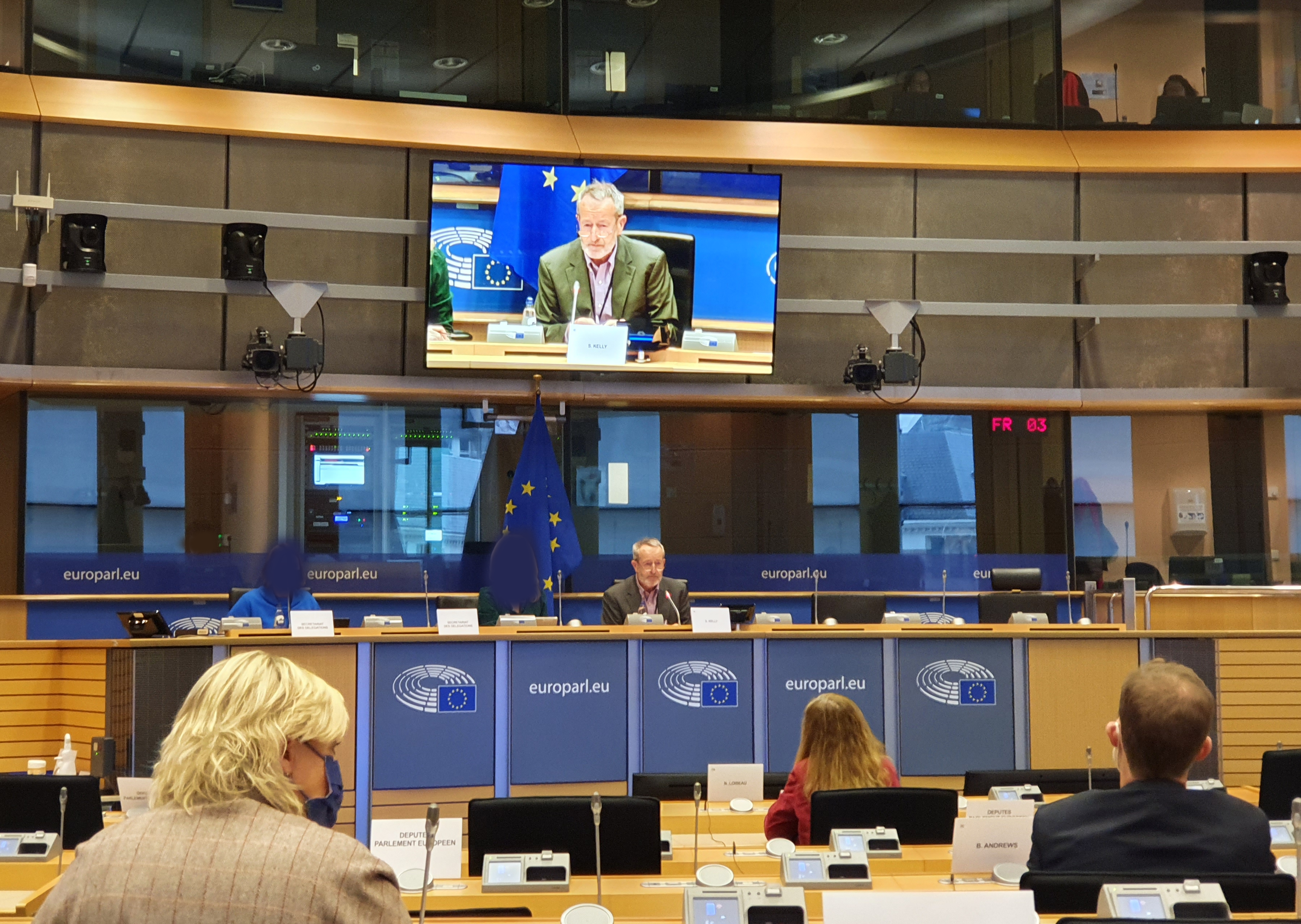
Kelly à la présidence de la réunion constitutive de la D-UK.

Le 9 décembre 2021, il est élu premier vice président de la délégation permanente du Parlement européen à l'Assemblée parlementaire UE-Royaume-Uni (D-UK).